# Krystyna Skolecka-Kona
Krystyna Halina Skolecka-Kona (ur. 21 sierpnia 1929 we Lwowie, zm. 6 grudnia 2019 w Łodzi) – polska prawniczka, adwokat, działaczka opozycji w okresie PRL.

## Życiorys
Córka Henryka i Zofii. Po ukończeniu studiów prawniczych w 1954 uzyskała wpis na listę adwokacką. Pełniła szereg funkcji w organach adwokatury, m.in. jako członkini i przewodnicząca komisji szkolenia aplikantów adwokackich, zastępca rzecznika dyscyplinarnego Okręgowej Rady Adwokackiej, delegat na Krajowe Zjazdy Adwokatury i członek ORA w Łodzi.
Bezpośrednio po wprowadzeniu stanu wojennego rozpoczęła udzielanie pomocy prawnej strajkującym robotnikom. Została internowana 31 grudnia 1981, zwolniono ją 6 lutego 1982. Krystyna Skolecka-Kona, według wspomnień Marii Dmochowskiej, była jedyną internowaną kobietą-adwokatem w regionie. Po zwolnieniu w dalszym ciągu pomagała osobom represjonowanym z przyczyn politycznych, a także organizowała wsparcie materialne dla ich rodzin. W III RP aktywna zawodowo, podjęła się m.in. obrony byłego prezydenta Łodzi Marka Czekalskiego w jego procesie karnym.
Pochowana na cmentarzu Doły w Łodzi.

## Odznaczenia i wyróżnienia
W 1999 otrzymała Krzyż Oficerski Orderu Odrodzenia Polski. Wyróżniona odznakami adwokatury (w tym w 2013 Wielką Odznaką „Adwokatura Zasłużonym”). W 2016 odznaczona przez Radę Miejską w Łodzi Odznaką „Za Zasługi dla Miasta Łodzi”. W 2017 odznaczona Krzyżem Wolności i Solidarności.